# أييا باراسكيفي (فثيوتيس)
أييا باراسكيفي (باليونانية: Αγία Παρασκευή)‏ هي مدينة في فثيوتيس في إقليم وسط اليونان في اليونان.
يبلغ عدد سكانها حوالي 917 نسمة.